# Spleen and Ideal
Spleen and Ideal (укр. Сплін і ідеал) — другий студійний альбом гурту Dead Can Dance, випущений на незалежному британському лейблі 4AD в листопаді 1985 року. Після свого виходу альбом досяг другої сходинки в британських незалежних чартах.
На запис цього диска музикантів надихнула творчість Шарля Бодлера та Томаса де Квінсі. «Сплін та ідеал» — назва віршу з циклу «Квіти зла» Бодлера.

## Список композицій
Автор музики і слів Dead Can Dance. 
| #  | Назва                                        | Тривалість |
| -- | -------------------------------------------- | ---------- |
| 1. | «De Profundis (Out of the Depths of Sorrow)» | 4:00       |
| 2. | «Ascension»                                  | 3:05       |
| 3. | «Circumradiant Dawn»                         | 3:17       |
| 4. | «The Cardinal Sin»                           | 5:29       |
| 5. | «Mesmerism»                                  | 3:53       |
| 6. | «Enigma of the Absolute»                     | 4:13       |
| 7. | «Advent»                                     | 5:19       |
| 8. | «Avatar»                                     | 4:35       |
| 9. | «Indoctrination (A Design for Living)»       | 4:16       |